# Riesenleberegel
Der Riesenleberegel (Fasciola gigantica) ist ein parasitischer Saugwurm, der die Leber von Wiederkäuern (vor allem Hausrinder und Büffel, seltener auch Schafe und Ziegen) befällt. Gelegentlich werden auch andere Pflanzenfresser wie Pferde sowie der Mensch befallen. Der Riesenleberegel ist der Erreger der tropischen Fasziolose.
Der Riesenleberegel kommt in den tropischen und subtropischen Gebieten Afrikas und Asiens vor. In Afrika ist er vor allem südlich der Sahara verbreitet, in Asien von der Türkei bis zu den Philippinen.

## Merkmale
Der Riesenleberegel ist ein blattartiger Saugwurm. Er ist mit 24 bis 75 mm etwas länger und mit 5 bis 12 mm Breite etwas schmaler als sein nächster Verwandter, der Große Leberegel. Der Apikalkonus ist kürzer, das Hinterende etwas runder.
Die Eier sind mit 150–190 µm × 90–100 µm zwar etwas größer als die des Großen Leberegels, morphologisch aber nicht von diesen zu unterscheiden.

## Entwicklungszyklus
Ein erwachsener Leberegel legt im Gallengangsystem des Endwirtes Eier ab, die mit dem Kot in die Umwelt gelangen. Diese Eier überleben dort mehrere Monate. Aus den Eiern schlüpfen, bei 25 °C etwa nach drei Wochen, die Wimpernlarven (Mirazidien). Die Wimpernlarven schwimmen nach dem Schlüpfen mit Hilfe ihrer Zilien, bis sie einen Zwischenwirt finden. Als Zwischenwirt fungieren amphibische Schlammschnecken der Gattung Radix.
In der Schnecke entwickeln sich die Wimpernlarven binnen eines Monats zu den Schwanzlarven (Zerkarien). Diese verlassen die Schnecke aktiv. Etwa ein Drittel der Zerkarien entwickelt sich zu Schwimmzysten (Metazerkarien), die für die Verbreitung vermutlich eine größere Rolle spielen als die sich an den Pflanzen anhaftenden Zerkarien. Metazerkarien können bis zu sechs Monate an Pflanzen infektiös bleiben. Nach Aufnahme durch den Endwirt durchbohren die Zerkarien die Darmwand und besiedeln das Gallengangsystem der Leber, wo sie sich zu den Adulten weiterentwickeln. Die Präpatenz dauert 13 bis 16 Wochen. Innerhalb des Endwirts überlebt der Parasit meist nur ein Jahr, selten bis zu vier Jahren.